# 武田二十四将

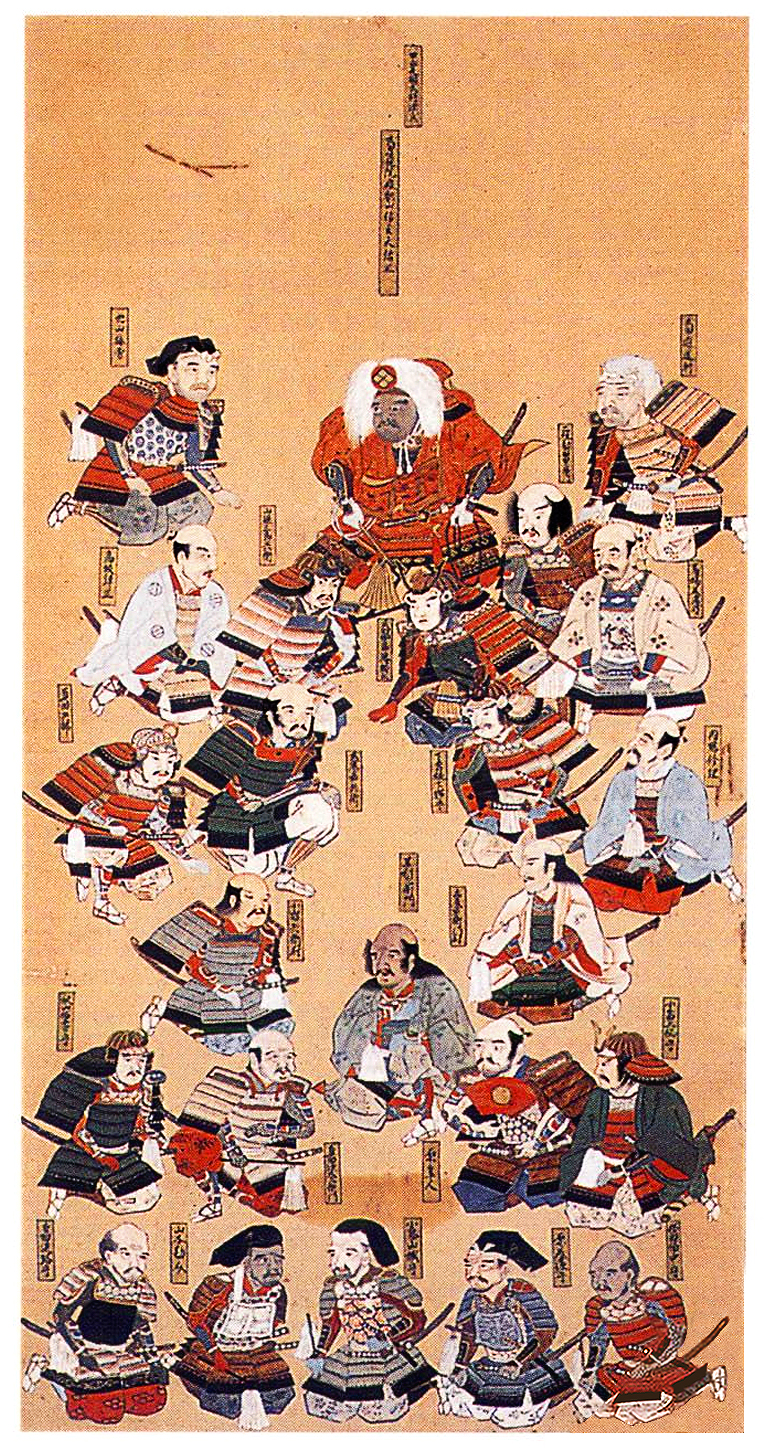
武田二十四将図（武田神社所蔵品）

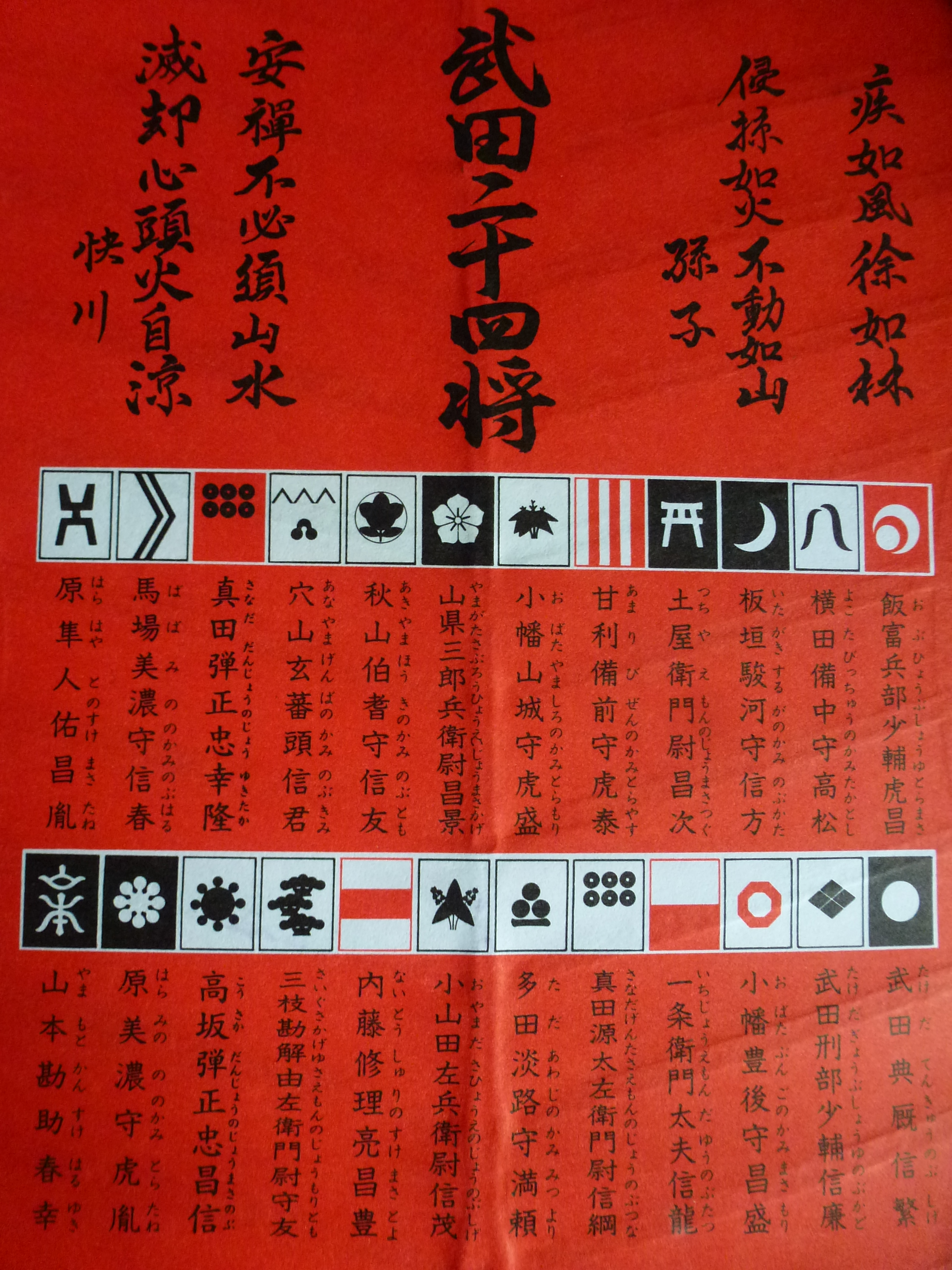
武田二十四将の旗印

武田二十四将（たけだにじゅうししょう、たけだにじゅうよんしょう）は、武田信玄に仕えた武将のうち、後世に講談や軍記などで一般的な評価が特に高い24人をさして呼ばれるようになった武田家家臣団の呼称。

## 概要
江戸時代に「武田二十四将図」として絵画や浮世絵の題材となったもので、戦国期に実在した職制や呼称ではない。江戸時代の文政期に描かれた肖像画は掛幅の仏画の集合図像形式で、上部中央に法師武者姿の信玄が描かれ、周囲に親族衆・家臣団・国人衆が配列され、軍議を行っている様子などが描かれている。人物の選定は当時の浄瑠璃や浮世絵の影響を色濃く受けている。
二十四将図に描かれる武将は諸本により異なるが、いずれの図においても信玄を一将として数えているため、武将は23名しか描かれていない。また、二十二将・十四将・十二将とするものや、武田勝頼・信廉を中心に据えたものも存在する。描かれる武将の名も『甲陽軍鑑』等に依拠するため、文書上から確認される確実な実名と異なる場合もあり、また天文17年の上田原の戦いにおいて戦死している板垣信方・甘利虎泰と信玄後期から勝頼期に活躍している真田昌幸を同時に描くなど時系的に矛盾が生じる図も見られる。
信玄は同時代の肖像画が複数存在しており、青年武将像や出家した壮年の姿が描かれているが、一方で同時代から法師武者や不動明王のイメージが存在している。江戸中期から後期にかけて軍記物である『甲陽軍鑑』の流行を受けて赤法衣と諏訪法性の兜、軍配を持った軍陣姿の神格表現が確立し、二十四将図と同様のイメージで描かれた信玄個人の肖像画も制作されている。
近世絵画において、供養像としての戦国大名と家臣団を描いた集団肖像画は広く制作されているが、廃絶大名家では遺臣の需要がわずかにある程度であり作例は少ない。武田氏は滅亡後にも徳川氏によって武田遺臣が庇護され、また江戸時代には『甲陽軍鑑』の普及や甲州流軍学の流行もあり、その肖像画も一定の需要があったと考えられている。
江戸前期には初代鳥居清信による作例があるほか、山梨県の武田神社所蔵品や山梨県立博物館所蔵品、和歌山県の高野山成慶院所蔵品や、山口県の柏原美術館（旧岩国美術館）所蔵品や愛知県の医王院所蔵品などが代表的なものである。

## 二十四将
資料によって異なるが、ここでは東京国立博物館、武田神社所蔵及び歴史博物館信玄公宝物館で各所蔵の「武田二十四将図」で記載されている武将を表記する。五十音順、カッコ内は文書上から確認される確実な諱。
|                                    | 生没年                   | 出自            | 死因                 |
| ---------------------------------- | ------------------------ | --------------- | -------------------- |
| 秋山信友（秋山虎繁）               | 1527年－1575年           | 秋山氏          | 刑死（岩村城の戦い） |
| 穴山信君                           | 1541年－1582年           | 穴山氏          | 戦死（本能寺の変）   |
| 甘利虎泰（一期四天王）             | 1498年?－1548年          | 甘利氏          | 戦死（上田原の戦い） |
| 甘利信忠                           | 1534年－1567年(1572年？) | 甘利氏          | 病死                 |
| 板垣信方（一期四天王）             | 1489年?－1548年          | 板垣氏          | 戦死（上田原の戦い） |
| 一条信龍                           | 1539年?－1582年          | 武田氏          | 戦死（甲州征伐）     |
| 小畠虎盛（小幡虎盛）（五名臣）     | 1491年－1561年           | 甲州小幡氏      | 病死                 |
| 小幡昌盛                           | 1534年－1582年           | 甲州小幡氏      | 病死                 |
| 飯富虎昌（一期四天王）             | 1504年?－1565年          | 飯富氏          | 自害（義信事件）     |
| 小山田信茂                         | 1539年－1582年           | 小山田氏        | 刑死（甲州征伐）     |
| 高坂昌信（春日虎綱）（二期四天王） | 1527年－1578年           | 百姓・春日氏    | 病死                 |
| 三枝守友（三枝昌貞）               | 1537年－1575年           | 木原領主        | 戦死（長篠の戦い）   |
| 真田幸隆（真田幸綱）               | 1513年－1574年           | 真田氏          | 病死                 |
| 真田信綱                           | 1537年－1575年           | 真田氏          | 戦死（長篠の戦い）   |
| 真田昌輝                           | 1543年－1575年           | 真田氏          | 戦死（長篠の戦い）   |
| 曽根昌世                           | 生没年未詳               | 曽根氏          | 未詳                 |
| 武田勝頼                           | 1546年－1582年           | 武田氏          | 自害（天目山の戦い） |
| 武田信繁                           | 1525年－1561年           | 武田氏          | 戦死（川中島の戦い） |
| 武田信廉                           | 1532年?－1582年          | 武田氏          | 戦死（甲州征伐）     |
| 多田満頼（五名臣）                 | 生年不詳－1563年         | 多田氏          | 病死                 |
| 土屋昌次（土屋昌続）               | 1544年－1575年           | 金丸氏          | 戦死（長篠の戦い）   |
| 内藤昌豊（内藤昌秀）（二期四天王） | 1522年－1575年           | 工藤氏          | 戦死（長篠の戦い）   |
| 馬場信春（二期四天王）             | 1515年－1575年           | 教来石郷領主    | 戦死（長篠の戦い）   |
| 原虎胤（五名臣）                   | 1497年－1564年           | 原氏 (千葉氏族) | 病死                 |
| 原昌胤                             | 1531年－1575年           | 原氏 (土岐氏族) | 戦死（長篠の戦い）   |
| 武藤喜兵衛(真田昌幸)               | 1547年？－1611年         | 真田氏          | 病死                 |
| 山県昌景（二期四天王）             | 1529年－1575年           | 飯富氏          | 戦死（長篠の戦い）   |
| 山本勘助（山本菅助）（五名臣）     | 1493年?－1561年          | 庵原氏未詳      | 戦死（川中島の戦い） |
| 横田高松（五名臣）                 | 1487年?－1550年          | 未詳            | 戦死（砥石崩れ）     |

## 『武田二十四将図』に描かれたその他の武将
諸本によって二十四将として登場している武将を表記
|                                        | 生没年           | 出自                   | 死因                 |
| -------------------------------------- | ---------------- | ---------------------- | -------------------- |
| 小幡信貞                               | 1540年－1592年   | 上州小幡氏             | 病死                 |
| 小原広勝（小原継忠）                   | 生年不詳－1582年 | 小原郷領主             | 戦死（甲州征伐）     |
| 小山田昌辰（小山田虎満）（一期四天王） | 生年不詳－1579年 | 上原氏（石田小山田氏） | 未詳                 |
| 栗原信盛                               | 生没年未詳       | 栗原氏                 | 未詳                 |
| 曽根昌清                               | 生没年未詳       | 未詳                   | 未詳                 |
| 諸角虎定（室住虎光）                   | 生年不詳－1561年 | 武田氏                 | 戦死（川中島の戦い） |

## 肖像画

武田二十四将
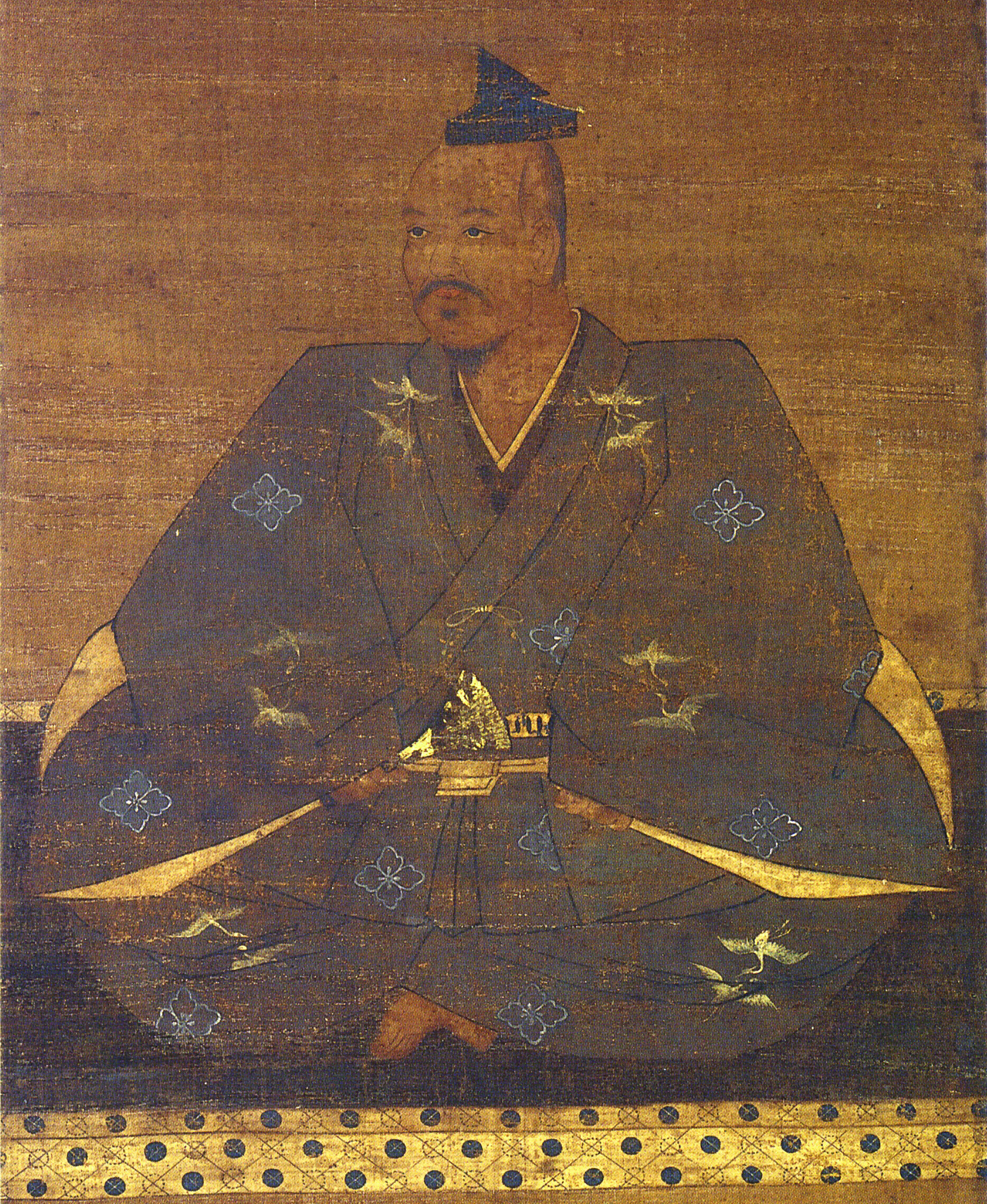
武田信玄
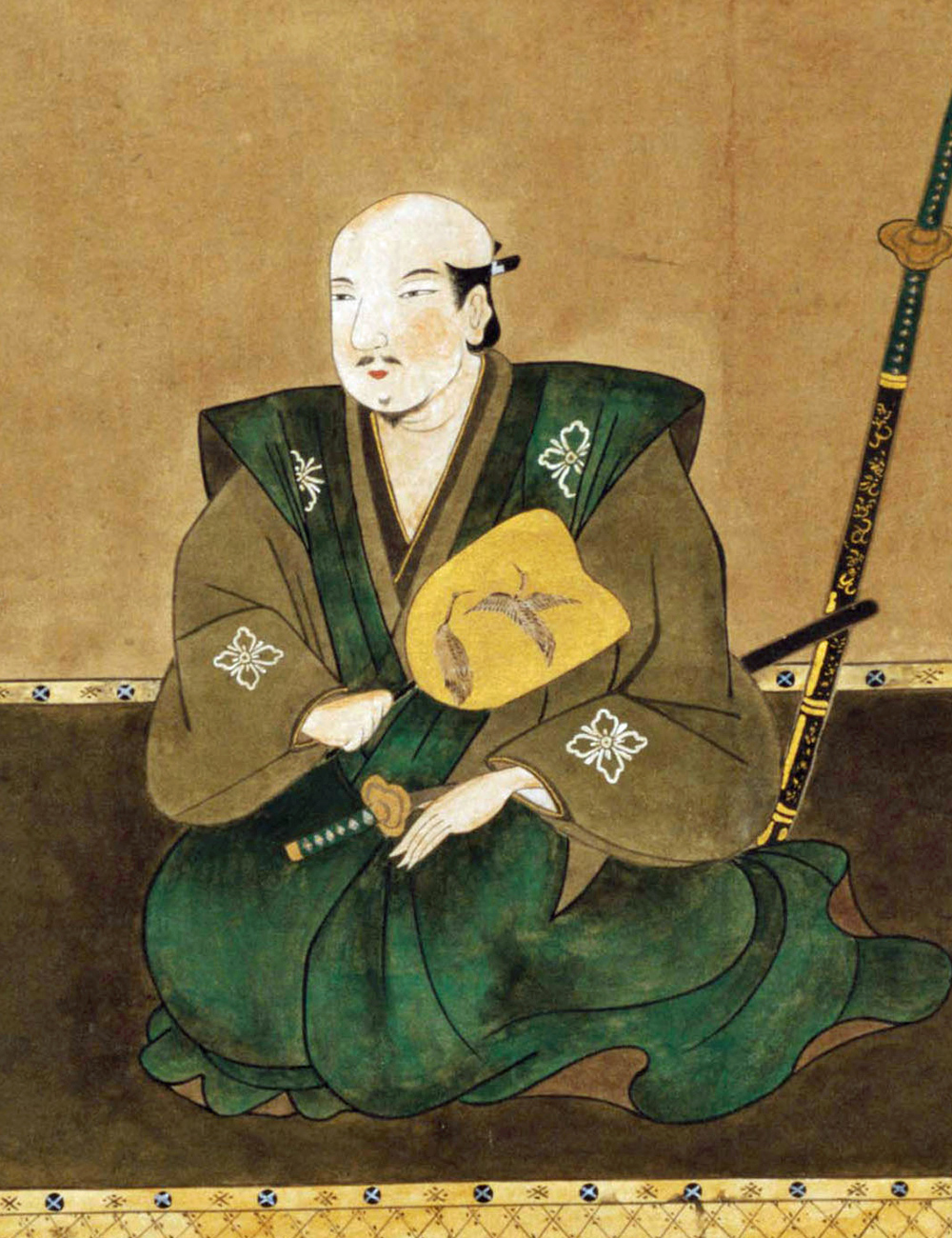
武田勝頼
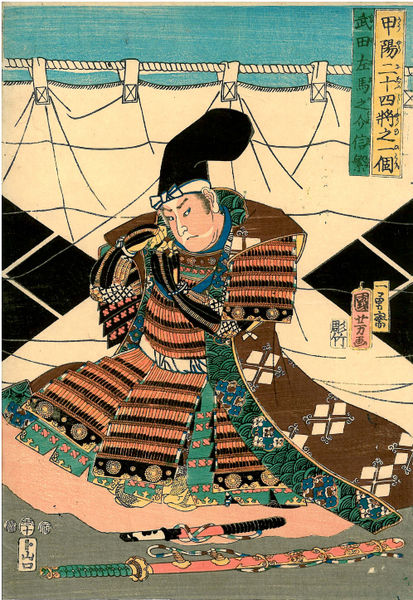
武田左馬之介信繁
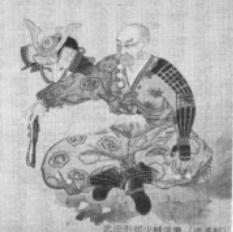
武田入道逍遥軒信綱
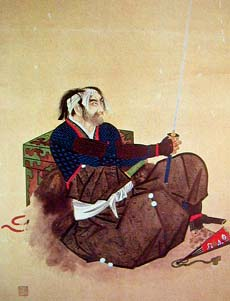
秋山伯耆守虎繁
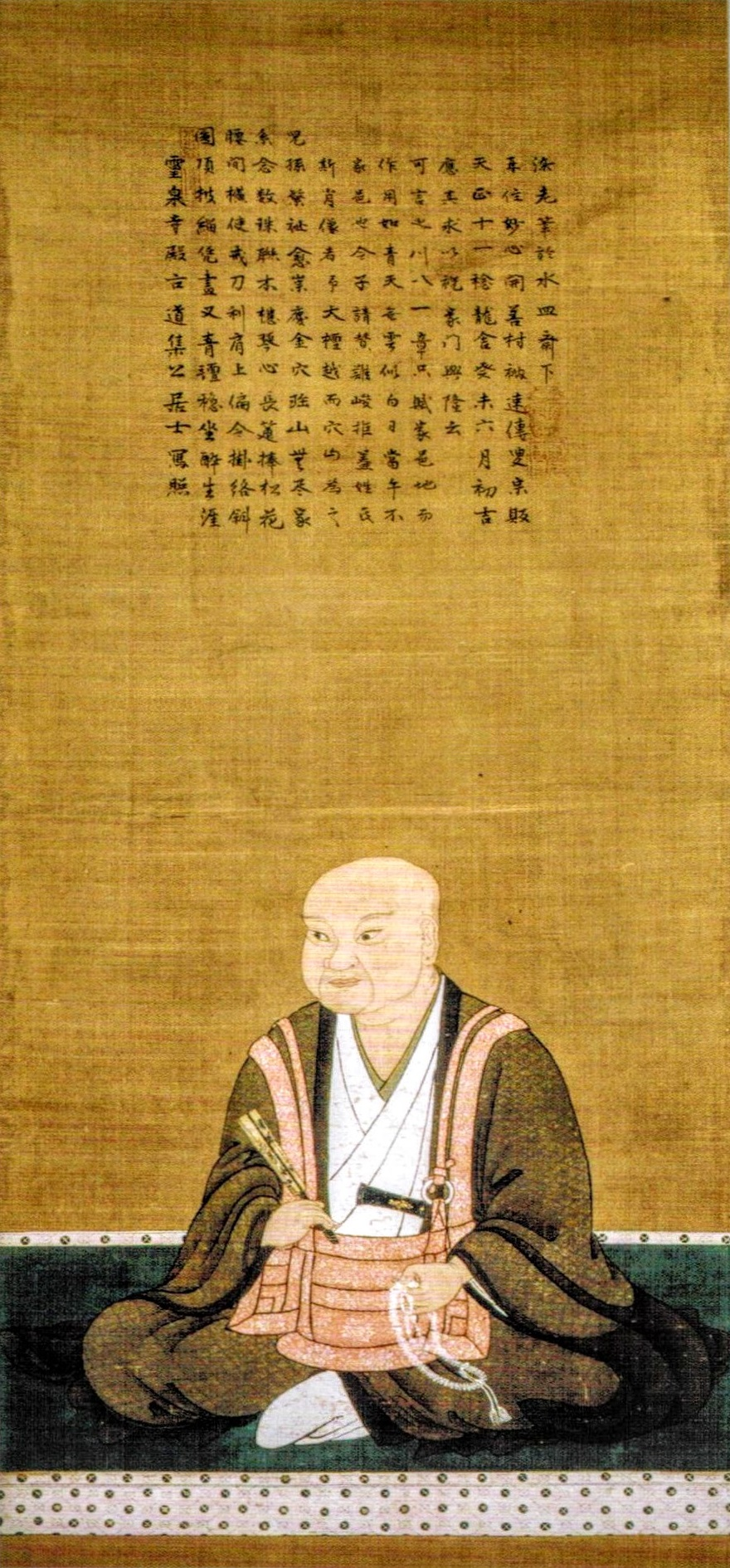
穴山 梅雪
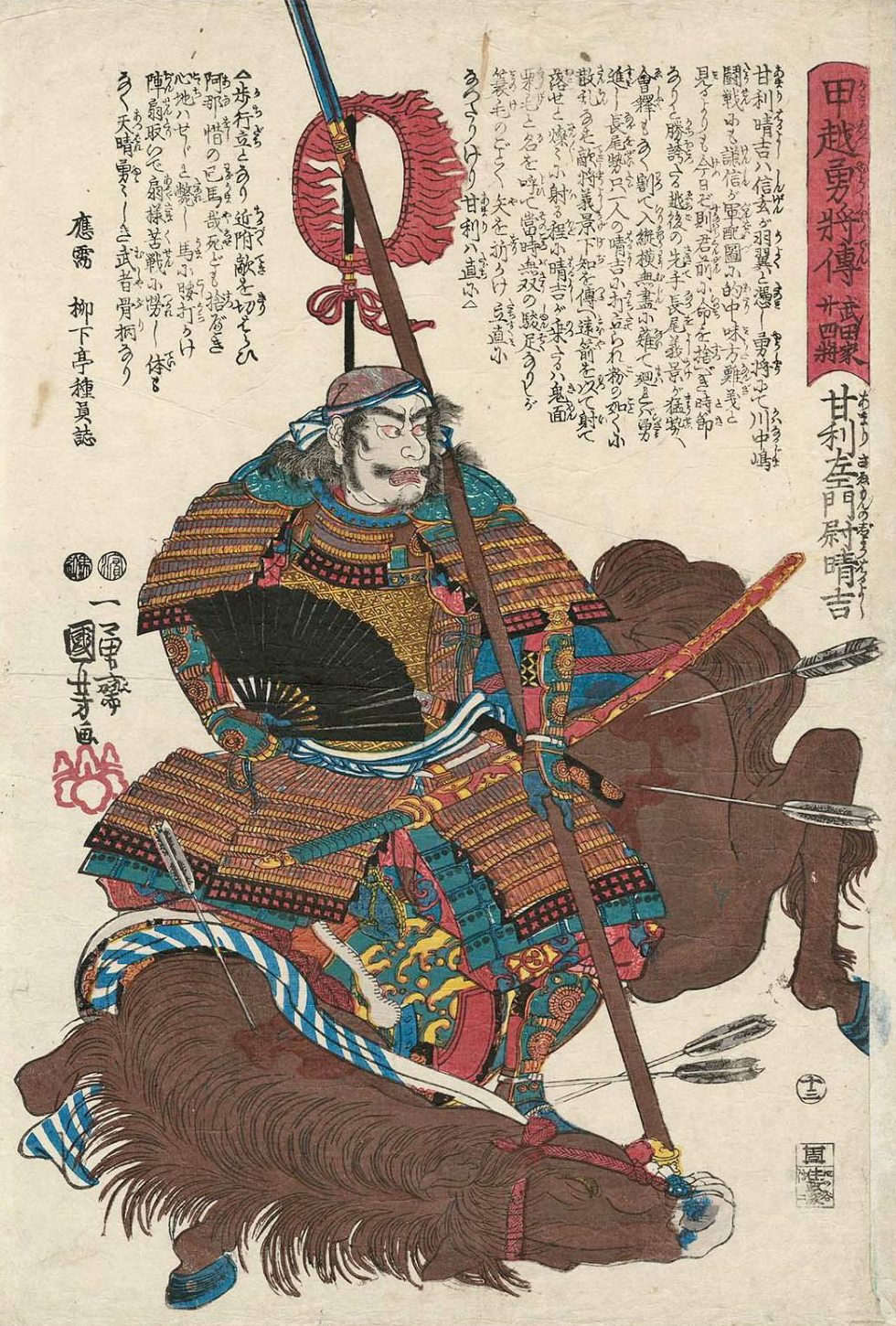
甘利左門尉信忠
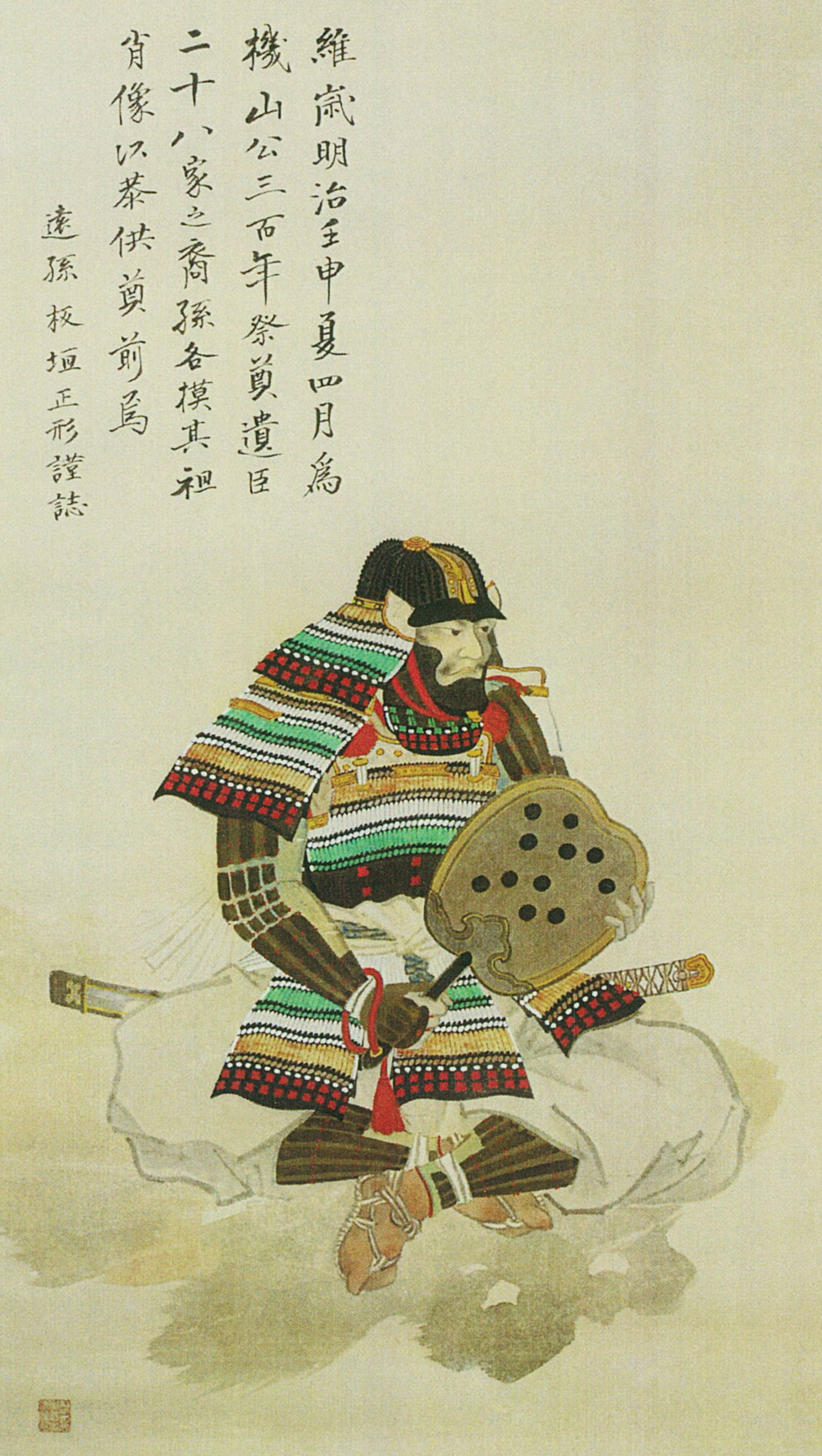
板垣駿河守信方
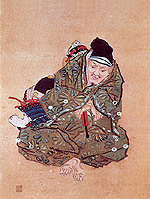
小幡山城守虎盛
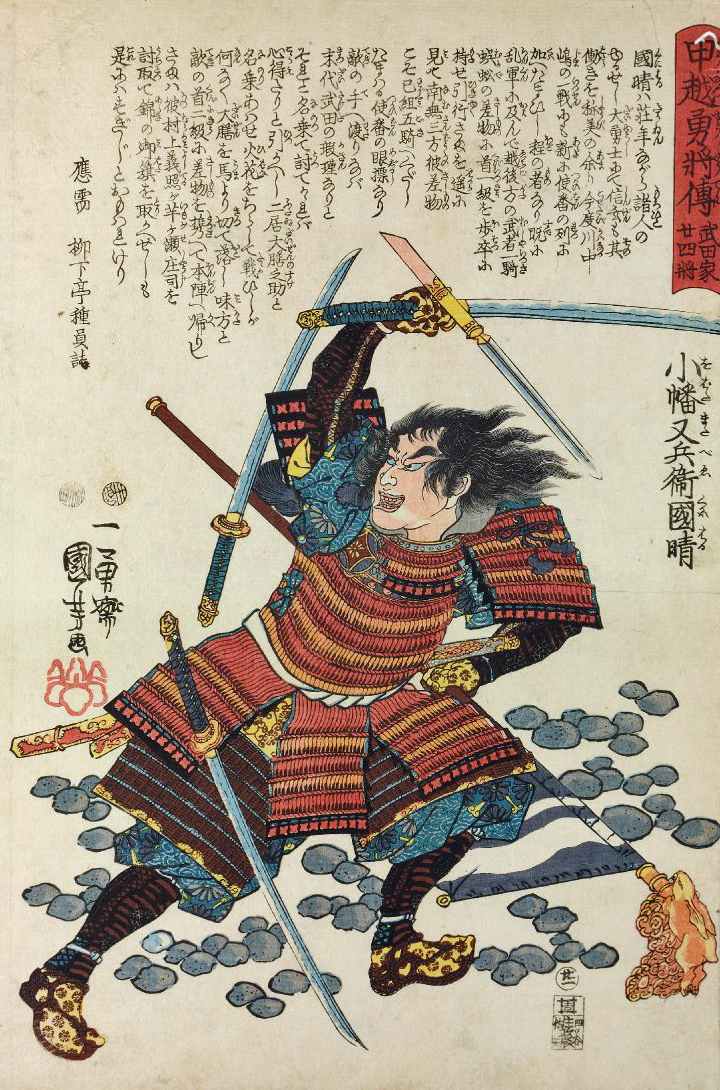
小幡又兵衛國晴
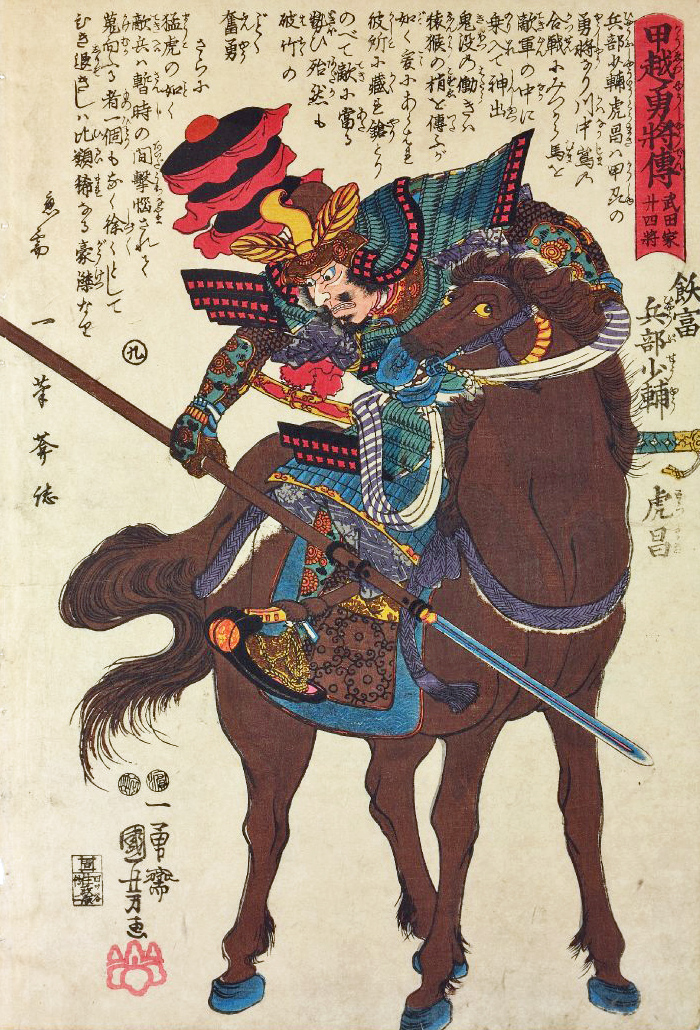
飫富兵部少輔虎昌
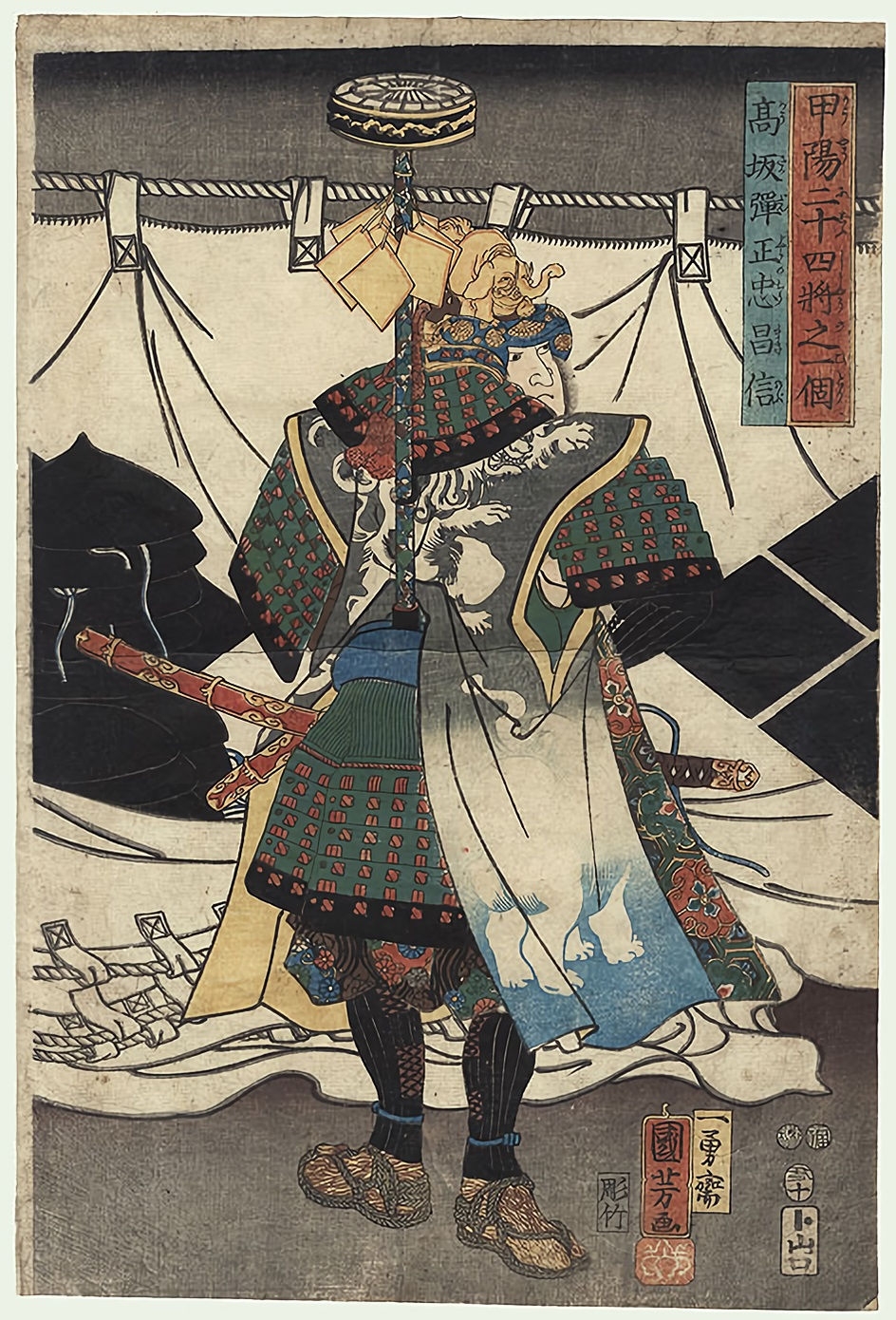
高坂弾正忠昌信
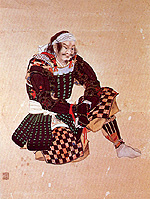
三枝勘解由左衛門尉昌貞
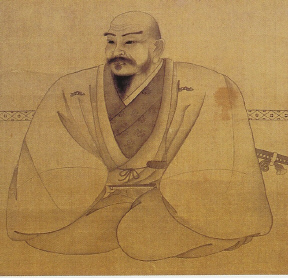
真田弾正忠幸綱
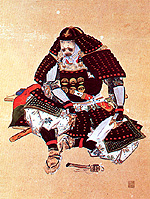
真田源太左衛門尉信綱
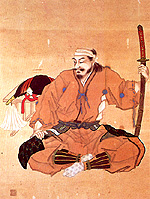
曽根下野守昌世
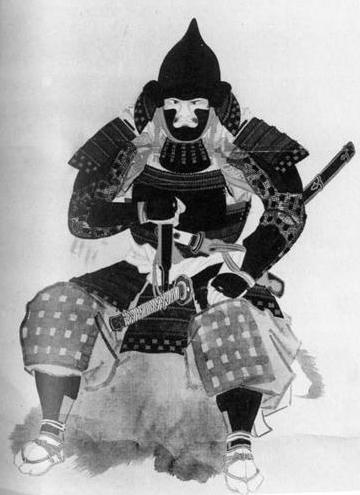
多田淡路守満頼
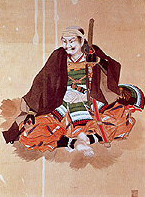
土屋右衛門尉昌続
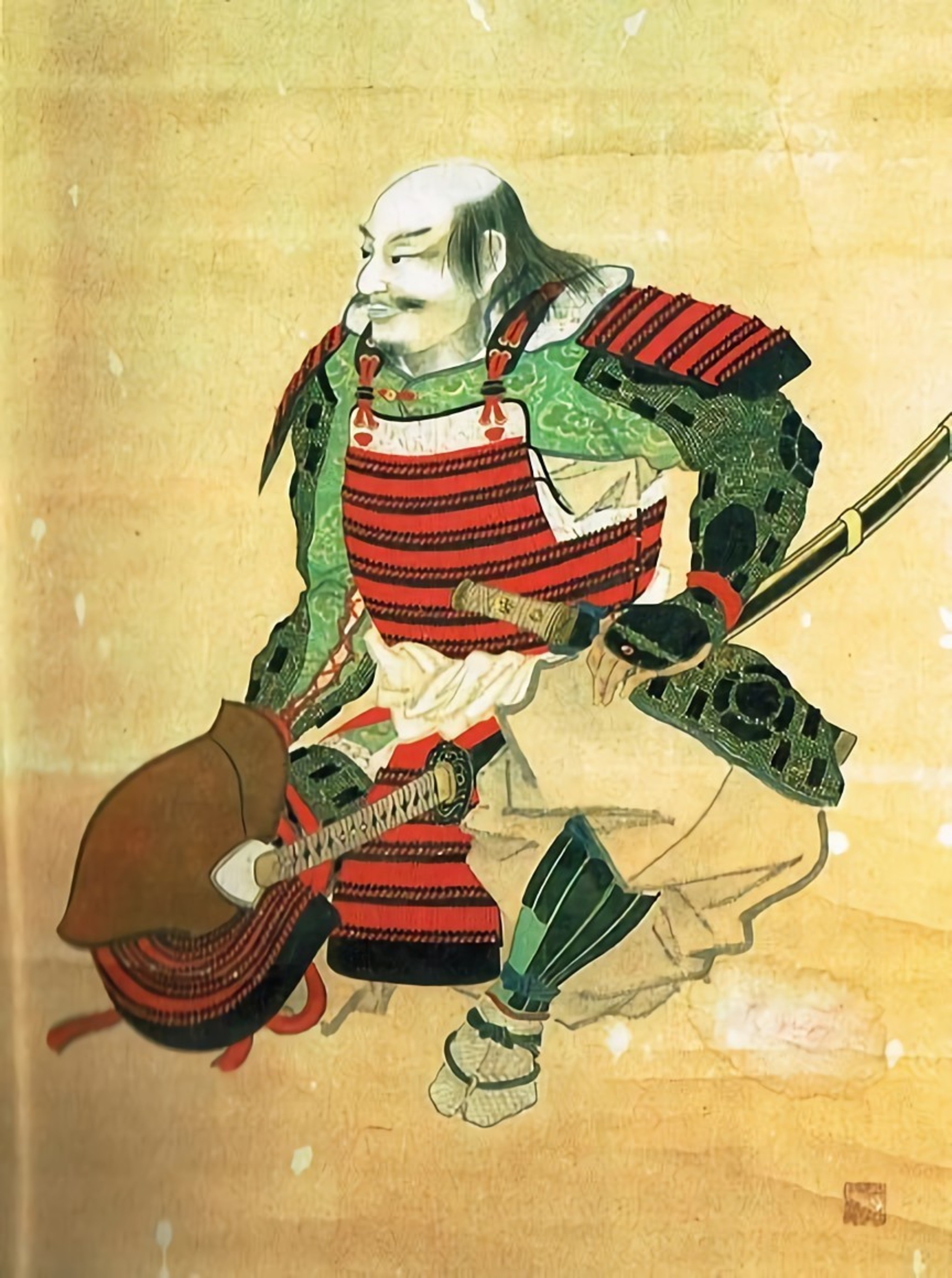
内藤修理亮昌豊
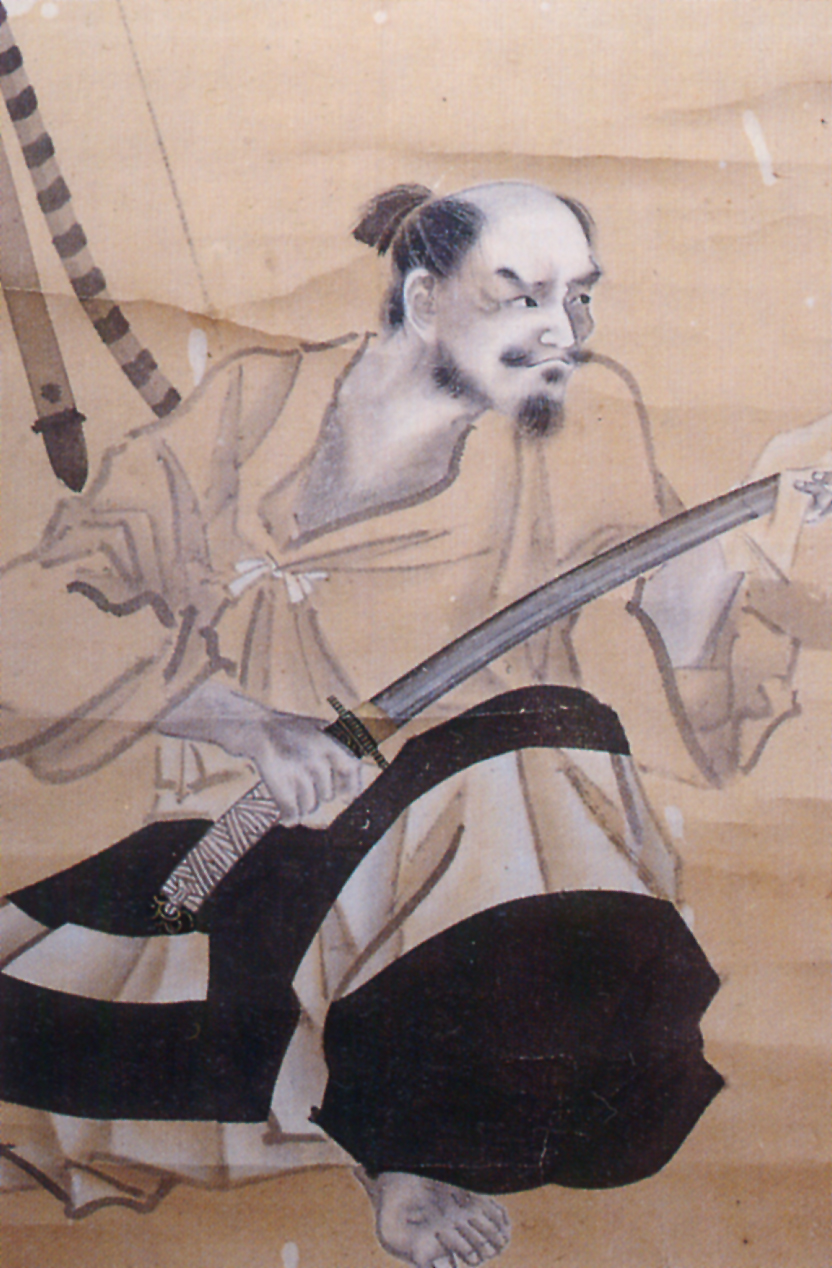
馬場美濃守信房
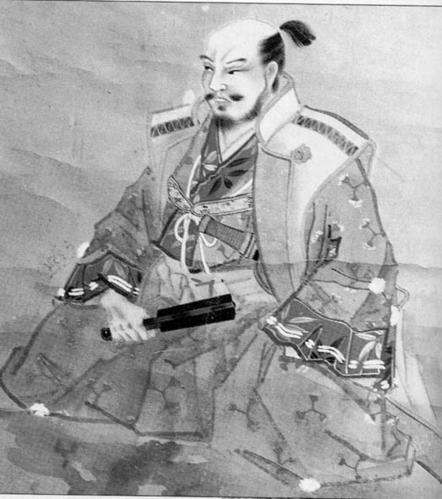
原隼人佐昌胤
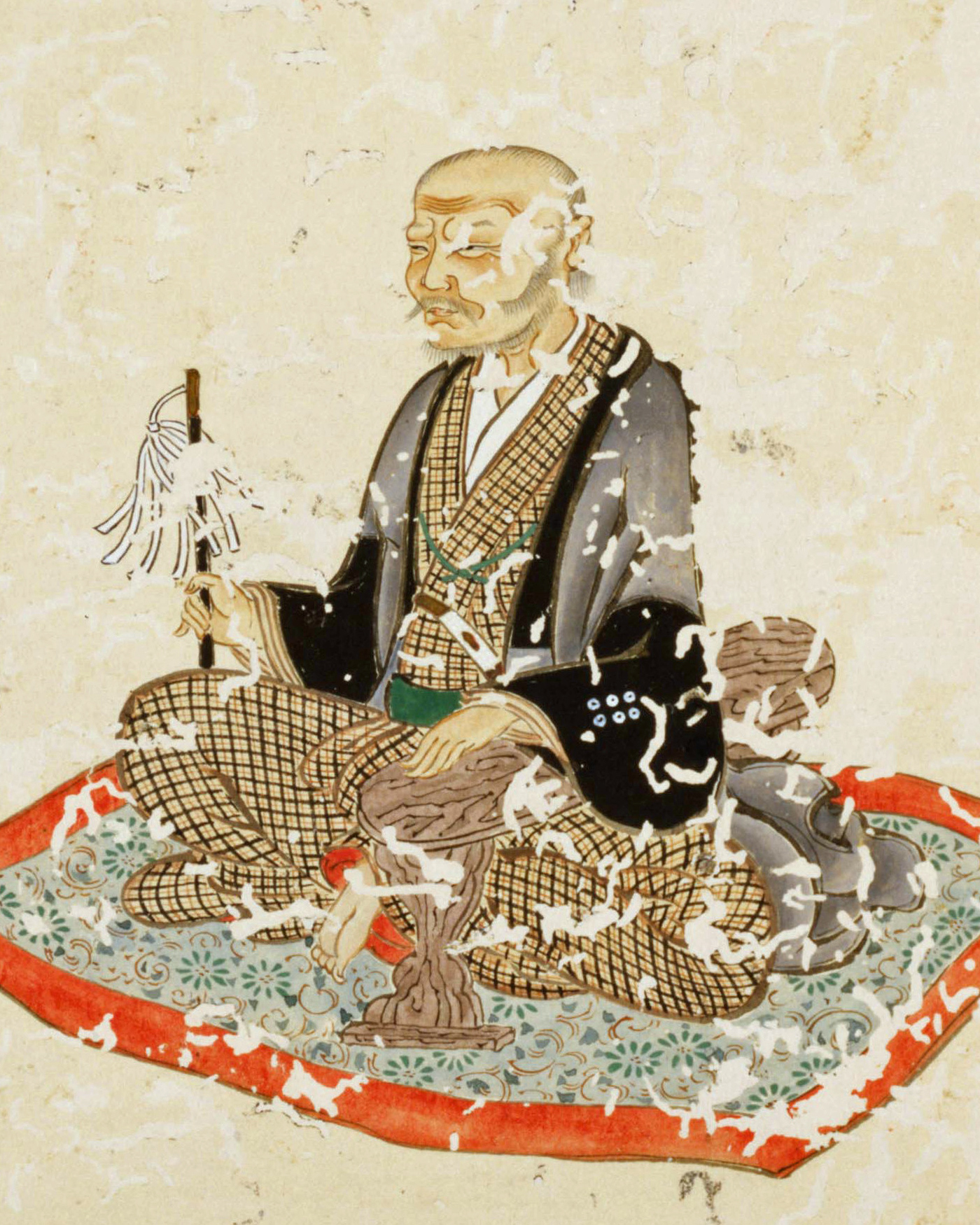
真田喜兵衛昌幸
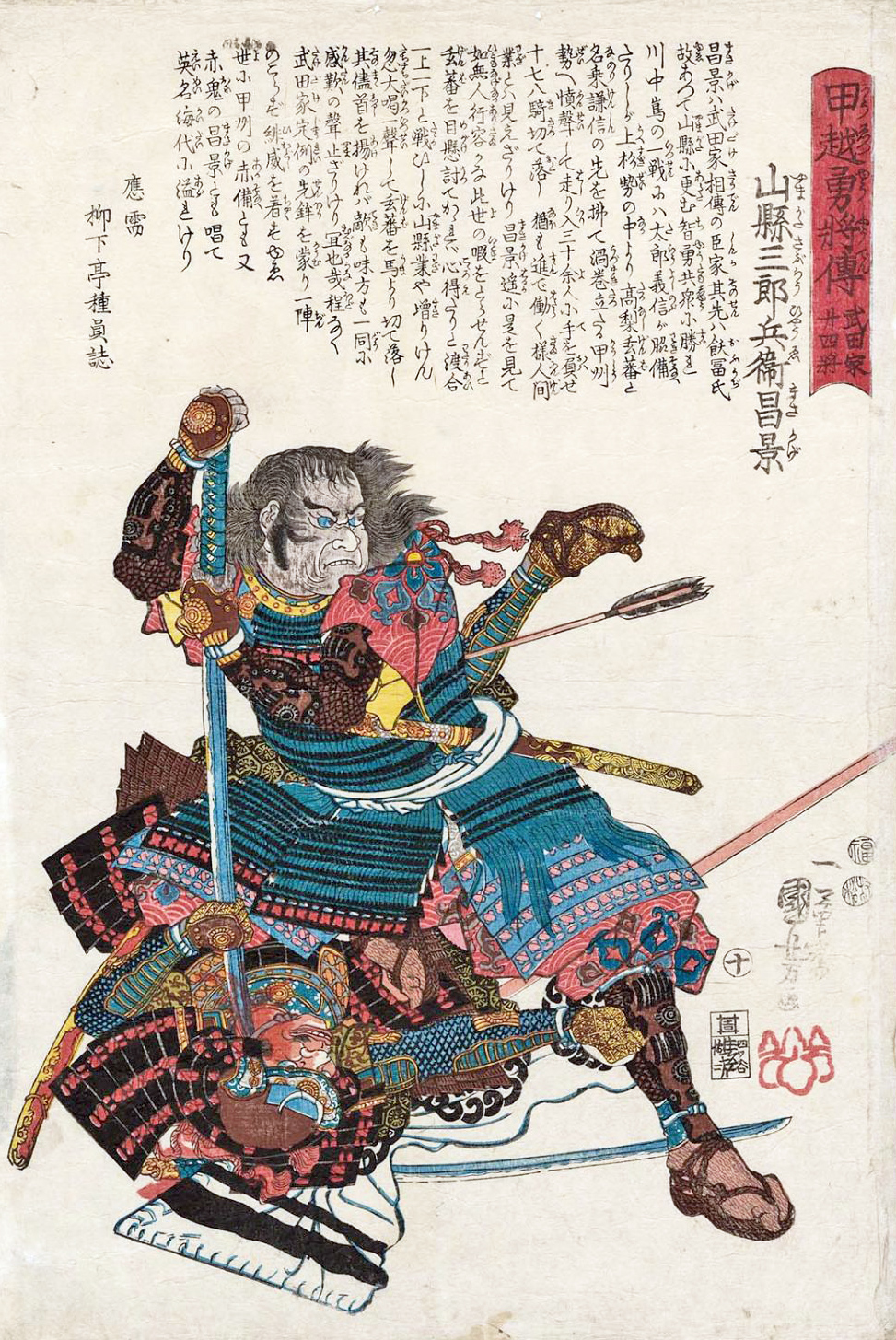
山縣三郎兵衛昌景
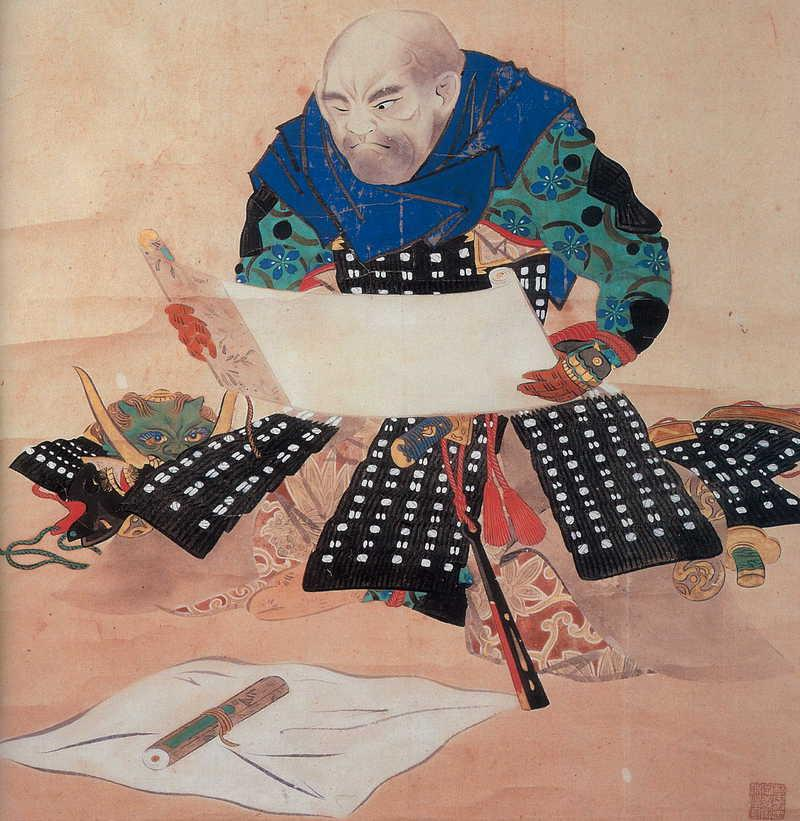
山本勘助
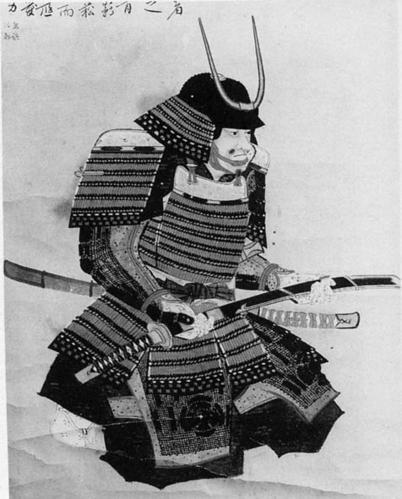
横田備中守高松
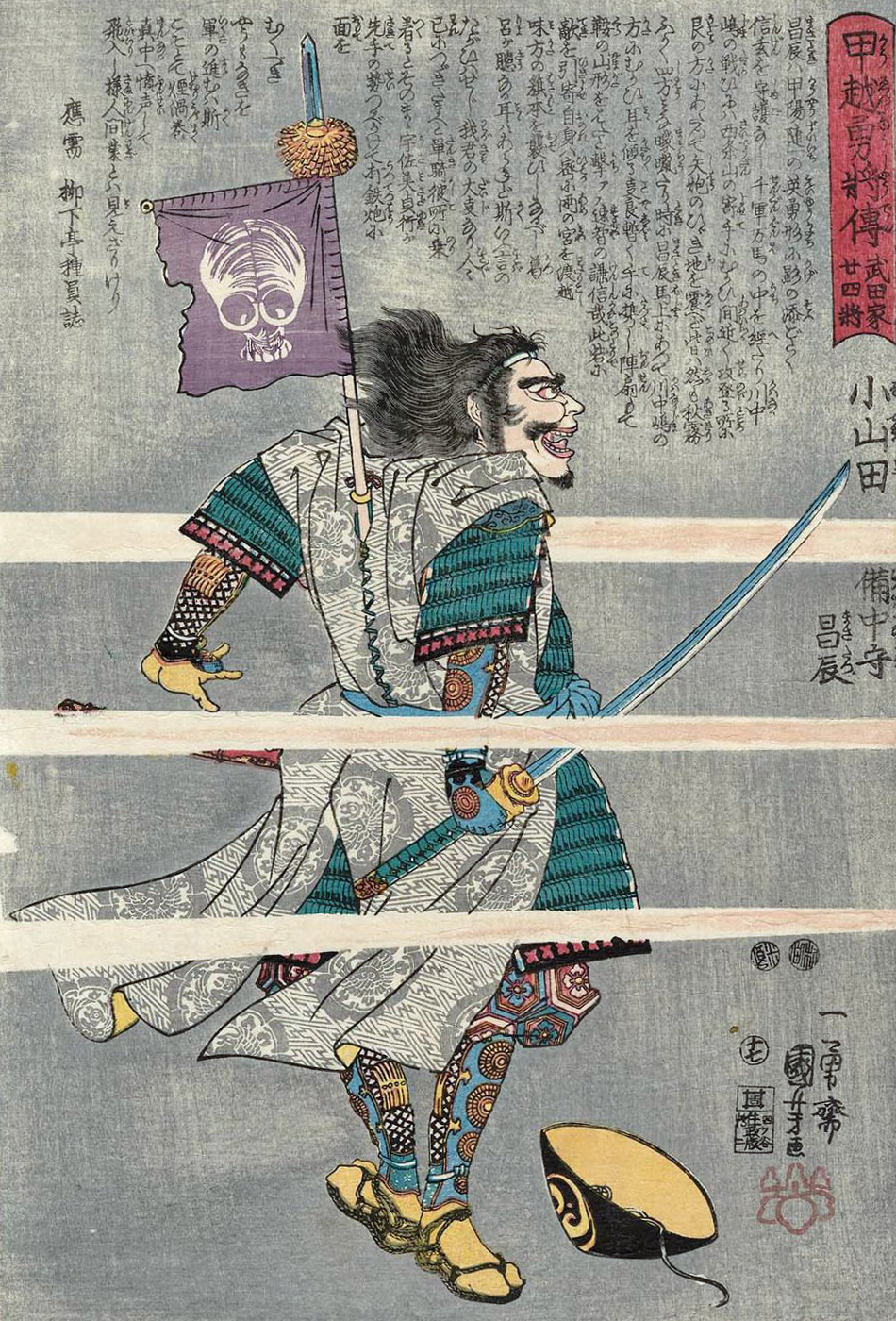
小山田備中守昌辰
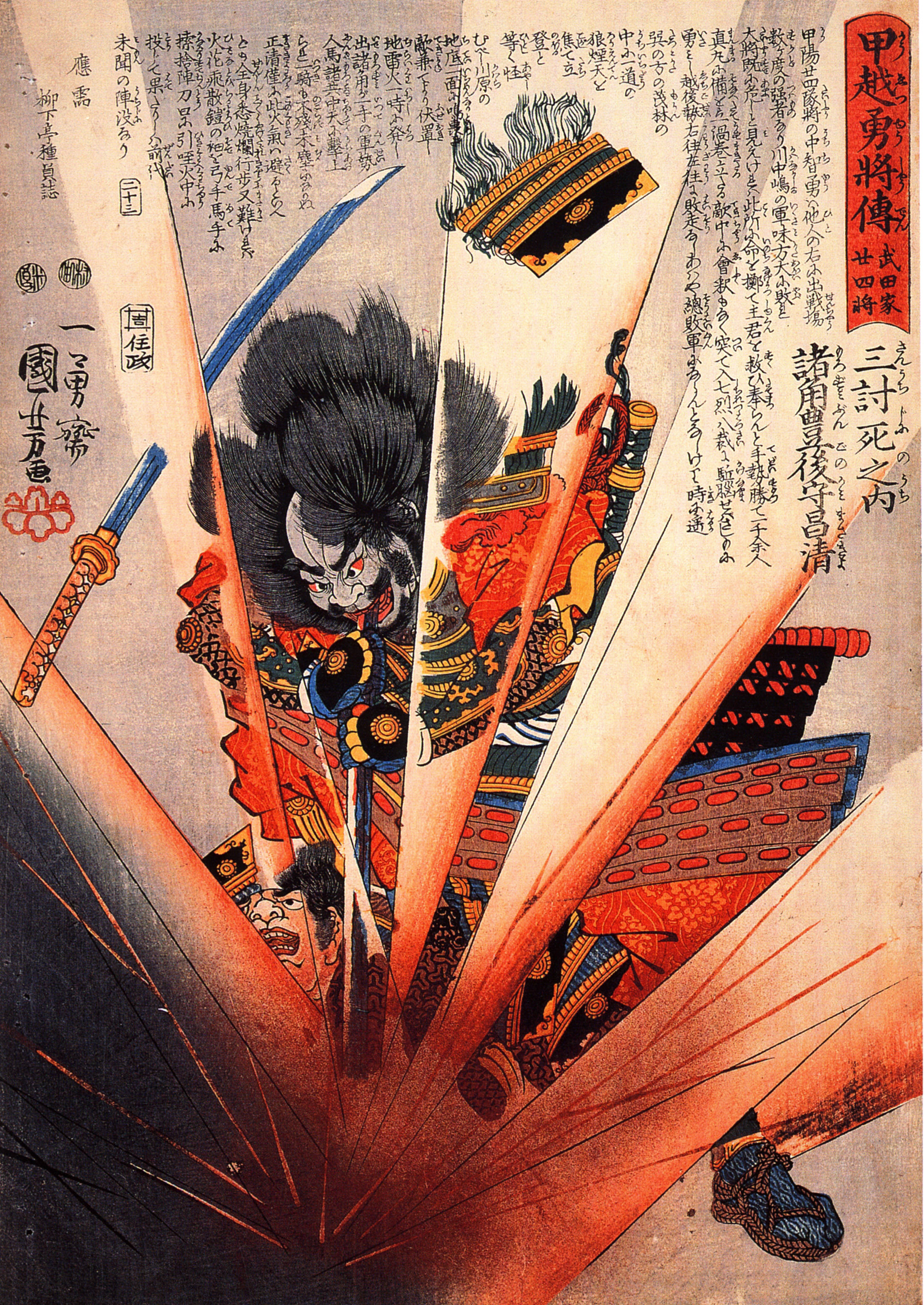
室住豊後守虎光

## 武田二十四将をテーマにした作品
- 楽曲
  - 『武田二十四将』（詞：沢登初義、曲：古谷宏）唄：平川幸夫、三橋美智也、二葉百合子